# FIS wereldkampioenschappen freestyleskiën en snowboarden 2021
De FIS wereldkampioenschappen freestyleskiën en snowboarden 2021 werden van 11 februari tot en met 16 maart 2021 gehouden in het Zweedse Idre Fjäll, het Sloveense Rogla, het Kazachse Almaty en het Amerikaanse Aspen. Oorspronkelijk stond dit toernooi gepland in het Chinese Zhangjiakou, China gaf de organisatie echter terug vanwege de coronapandemie. 
Er stonden 28 onderdelen op het programma, dertien voor mannen en dertien voor vrouwen en twee voor gemengde teams.

## Programma
| Q | Kwalificaties | Goud | Finale |

| Idre Fjäll          | Februari | Februari | Februari    | Februari | Februari    |
| Onderdeel↓/Datum →  | 9        | 10       | 11          | 12       | 13          |
| ------------------- | -------- | -------- | ----------- | -------- | ----------- |
| Skicross            |          | Q / Q    |             |          | Goud · Goud |
| Snowboardcross      | Q / Q    |          | Goud · Goud |          |             |
| Snowboardcross team |          |          |             | Goud     |             |

| Rogla                | Maart       | Maart       |
| Onderdeel↓/Datum →   | 1           | 2           |
| -------------------- | ----------- | ----------- |
| Parallelreuzenslalom | Goud · Goud |             |
| Parallelslalom       |             | Goud · Goud |

| Almaty             | Maart       | Maart       | Maart       | Maart |
| Onderdeel↓/Datum → | 8           | 9           | 10          | 11    |
| ------------------ | ----------- | ----------- | ----------- | ----- |
| Moguls             | Goud · Goud |             |             |       |
| Dual moguls        |             | Goud · Goud |             |       |
| Aerials            |             |             | Goud · Goud |       |
| Aerials team       |             |             |             | Goud  |

| Aspen              | Maart | Maart | Maart       | Maart       | Maart | Maart | Maart       |
| Onderdeel↓/Datum → | 10    | 11    | 12          | 13          | 14    | 15    | 16          |
| ------------------ | ----- | ----- | ----------- | ----------- | ----- | ----- | ----------- |
| Big air (F)        |       |       |             |             |       | Q / Q | Goud · Goud |
| Halfpipe (F)       | Q / Q |       | Goud · Goud |             |       |       |             |
| Slopestyle (F)     |       | Q / Q |             | Goud · Goud |       |       |             |
| Big air (S)        |       |       |             |             | Q / Q |       | Goud · Goud |
| Halfpipe (S)       |       | Q / Q |             | Goud · Goud |       |       |             |
| Slopestyle (S)     | Q / Q |       | Goud · Goud |             |       |       |             |

## Medailles

### Freestyleskiën

#### Mannen
| Onderdeel   | Goud                                 | Goud                    | Zilver                              | Zilver                   | Brons                               | Brons                 |
| ----------- | ------------------------------------ | ----------------------- | ----------------------------------- | ------------------------ | ----------------------------------- | --------------------- |
| Aerials     | Maksim Boerov Russische skifederatie | 135,00                  | Christopher Lillis Verenigde Staten | 133,50                   | Pavel Krotov Russische skifederatie | 127,50                |
| Big Air     | Oliwer Magnusson Zweden              | 185,25                  | Edouard Therriault Canada           | 183,00                   | Kim Gubser Zwitserland              | 180,75                |
| Halfpipe    | Nico Porteous Nieuw-Zeeland          | 94,50                   | Simon d'Artois Canada               | 91,25                    | Birk Irving Verenigde Staten        | 89,75                 |
| Moguls      | Mikaël Kingsbury Canada              | 87,36                   | Benjamin Cavet Frankrijk            | 82,43                    | Pavel Kolmakov Kazachstan           | 82,23                 |
| Dual Moguls | Mikaël Kingsbury Canada              | Mikaël Kingsbury Canada | Matt Graham Australië               | Matt Graham Australië    | Ikuma Horishima Japan               | Ikuma Horishima Japan |
| Skicross    | Alex Fiva Zwitserland                | Alex Fiva Zwitserland   | François Place Frankrijk            | François Place Frankrijk | Erik Mobärg Zweden                  | Erik Mobärg Zweden    |
| Slopestyle  | Andri Ragettli Zwitserland           | 90,65                   | Colby Stevenson Verenigde Staten    | 89,55                    | Alexander Hall Verenigde Staten     | 86,01                 |

#### Vrouwen
| Onderdeel   | Goud                                      | Goud                                      | Zilver                                    | Zilver                                    | Brons                                     | Brons                        |
| ----------- | ----------------------------------------- | ----------------------------------------- | ----------------------------------------- | ----------------------------------------- | ----------------------------------------- | ---------------------------- |
| Aerials     | Laura Peel Australië                      | 106,46                                    | Ashley Caldwell Verenigde Staten          | 101,74                                    | Ljoebov Nikitina Russische skifederatie   | 94,47                        |
| Big Air     | Anastasia Tatalina Russische skifederatie | 184,50                                    | Lana Proesakova Russische skifederatie    | 165,50                                    | Gu Ailing Eileen China                    | 161,50                       |
| Halfpipe    | Gu Ailing Eileen China                    | 93,00                                     | Rachael Karker Canada                     | 91,75                                     | Zoe Atkin Verenigd Koninkrijk             | 90,50                        |
| Moguls      | Perrine Laffont Frankrijk                 | 82,11                                     | Joelia Galysjeva Kazachstan               | 79,52                                     | Anastasia Smirnova Russische skifederatie | 79,41                        |
| Dual Moguls | Anastasia Smirnova Russische skifederatie | Anastasia Smirnova Russische skifederatie | Viktoria Lazarenko Russische skifederatie | Viktoria Lazarenko Russische skifederatie | Anastasia Gorodko Kazachstan              | Anastasia Gorodko Kazachstan |
| Skicross    | Sandra Näslund Zweden                     | Sandra Näslund Zweden                     | Fanny Smith Zwitserland                   | Fanny Smith Zwitserland                   | Alizée Baron Frankrijk                    | Alizée Baron Frankrijk       |
| Slopestyle  | Gu Ailing Eileen China                    | 84,23                                     | Mathilde Gremaud Zwitserland              | 77,15                                     | Megan Oldham Canada                       | 76,18                        |

#### Gemengd
| Onderdeel    | Goud                                                               | Goud   | Zilver                                           | Zilver | Brons                                                             | Brons  |
| ------------ | ------------------------------------------------------------------ | ------ | ------------------------------------------------ | ------ | ----------------------------------------------------------------- | ------ |
| Aerials team | Russische skifederatie Ljoebov Nikitina Pavel Krotov Maksim Boerov | 300,94 | Zwitserland Carol Bouvard Pirmin Werner Noé Roth | 293,46 | Verenigde Staten Ashley Caldwell Eric Loughran Christopher Lillis | 283,97 |

### Snowboarden

#### Mannen
| Onderdeel            | Goud                                  | Goud                                  | Zilver                         | Zilver                         | Brons                                 | Brons                                 |
| -------------------- | ------------------------------------- | ------------------------------------- | ------------------------------ | ------------------------------ | ------------------------------------- | ------------------------------------- |
| Big Air              | Mark McMorris Canada                  | 179,25                                | Maxence Parrot Canada          | 178,25                         | Marcus Kleveland Noorwegen            | 176,25                                |
| Halfpipe             | Yuto Totsuka Japan                    | 96,25                                 | Scotty James Australië         | 90,50                          | Jan Scherrer Zwitserland              | 87,00                                 |
| Parallelreuzenslalom | Dmitri Loginov Russische skifederatie | Dmitri Loginov Russische skifederatie | Roland Fischnaller Italië      | Roland Fischnaller Italië      | Andrej Sobolev Russische skifederatie | Andrej Sobolev Russische skifederatie |
| Parallelslalom       | Benjamin Karl Oostenrijk              | Benjamin Karl Oostenrijk              | Andreas Prommegger Oostenrijk  | Andreas Prommegger Oostenrijk  | Dmitri Loginov Russische skifederatie | Dmitri Loginov Russische skifederatie |
| Slopestyle           | Marcus Kleveland Noorwegen            | 90,86                                 | Sébastien Toutant Canada       | 82,53                          | Rene Rinnekangas Finland              | 82,51                                 |
| Snowboardcross       | Lucas Eguibar Spanje                  | Lucas Eguibar Spanje                  | Alessandro Hämmerle Oostenrijk | Alessandro Hämmerle Oostenrijk | Éliot Grondin Canada                  | Éliot Grondin Canada                  |

#### Vrouwen
| Onderdeel            | Goud                                    | Goud                                    | Zilver                                  | Zilver                                  | Brons                      | Brons                      |
| -------------------- | --------------------------------------- | --------------------------------------- | --------------------------------------- | --------------------------------------- | -------------------------- | -------------------------- |
| Big Air              | Laurie Blouin Canada                    | 177,75                                  | Zoi Sadowski-Synnott Nieuw-Zeeland      | 176,75                                  | Miyabi Onitsuka Japan      | 174,75                     |
| Halfpipe             | Chloe Kim Verenigde Staten              | 93,75                                   | Maddie Mastro Verenigde Staten          | 89,00                                   | Queralt Castellet Spanje   | 87,50                      |
| Parallelreuzenslalom | Selina Jörg Duitsland                   | Selina Jörg Duitsland                   | Sofia Nadyrsjina Russische skifederatie | Sofia Nadyrsjina Russische skifederatie | Julia Dujmovits Oostenrijk | Julia Dujmovits Oostenrijk |
| Parallelslalom       | Sofia Nadyrsjina Russische skifederatie | Sofia Nadyrsjina Russische skifederatie | Ramona Theresia Hofmeister Duitsland    | Ramona Theresia Hofmeister Duitsland    | Selina Jörg Duitsland      | Selina Jörg Duitsland      |
| Slopestyle           | Zoi Sadowski-Synnott Nieuw-Zeeland      | 85,95                                   | Jamie Anderson Verenigde Staten         | 81,10                                   | Tess Coady Australië       | 78,13                      |
| Snowboardcross       | Charlotte Bankes Verenigd Koninkrijk    | Charlotte Bankes Verenigd Koninkrijk    | Michela Moioli Italië                   | Michela Moioli Italië                   | Eva Samková Tsjechië       | Eva Samková Tsjechië       |

#### Gemengd
| Onderdeel           | Goud                                    | Goud                                    | Zilver                                  | Zilver                                  | Brons                                                       | Brons                                                       |
| ------------------- | --------------------------------------- | --------------------------------------- | --------------------------------------- | --------------------------------------- | ----------------------------------------------------------- | ----------------------------------------------------------- |
| Snowboardcross team | Australië Jarryd Hughes Belle Brockhoff | Australië Jarryd Hughes Belle Brockhoff | Italië Lorenzo Sommariva Michela Moioli | Italië Lorenzo Sommariva Michela Moioli | Frankrijk Léo Le Blé Jaques Julia Pereira de Sousa Mabileau | Frankrijk Léo Le Blé Jaques Julia Pereira de Sousa Mabileau |

### Medailleklassement
| Plaats | Land                   | Goud | Zilver | Brons | Totaal |
| 1      | Russische skifederatie | 6    | 3      | 5     | 14     |
| 2      | Canada                 | 4    | 5      | 2     | 11     |
| 3      | Zwitserland            | 2    | 3      | 2     | 7      |
| 4      | Australië              | 2    | 2      | 1     | 5      |
| 5      | Nieuw-Zeeland          | 2    | 1      | 0     | 3      |
| 6      | China                  | 2    | 0      | 1     | 3      |
| 6      | Zweden                 | 2    | 0      | 1     | 3      |
| 8      | Verenigde Staten       | 1    | 5      | 3     | 9      |
| 9      | Frankrijk              | 1    | 2      | 2     | 5      |
| 10     | Oostenrijk             | 1    | 2      | 1     | 4      |
| 11     | Duitsland              | 1    | 1      | 1     | 3      |
| 12     | Japan                  | 1    | 0      | 2     | 3      |
| 13     | Noorwegen              | 1    | 0      | 1     | 2      |
| 13     | Spanje                 | 1    | 0      | 1     | 2      |
| 13     | Verenigd Koninkrijk    | 1    | 0      | 1     | 2      |
| 16     | Italië                 | 0    | 3      | 0     | 3      |
| 17     | Kazachstan             | 0    | 1      | 2     | 3      |
| 18     | Finland                | 0    | 0      | 1     | 1      |
| 18     | Tsjechië               | 0    | 0      | 1     | 1      |
| Totaal | Totaal                 | 28   | 28     | 28    | 84     |